# Siedeanalyse

Einfache Destillation im Labormaßstab – Auftrennung eines Stoffgemisches unter Nutzung der Stoffeigenschaft Siedetemperatur
1: Heizquelle
2: Destillierkolben
3: Destillieraufsatz
4: Thermometer
5: Liebig-Kühler
6: Kühlwassereingang
7: Kühlwasserausgang
8: Rundkolben für das Destillat
9: Druckausgleich
10: Vorstoß
11: Regler Badtemperatur
12: Regler Drehzahl Magnetrührers
13: Magnetrührgerät, Heizplatte
14: Heizbad (Wasserbad, Ölbad)
15: Magnetrührstab, Siedesteine
16: Kühlbad, evtl. Eisbad

Siedeverläufe von Erdöl qualitativ

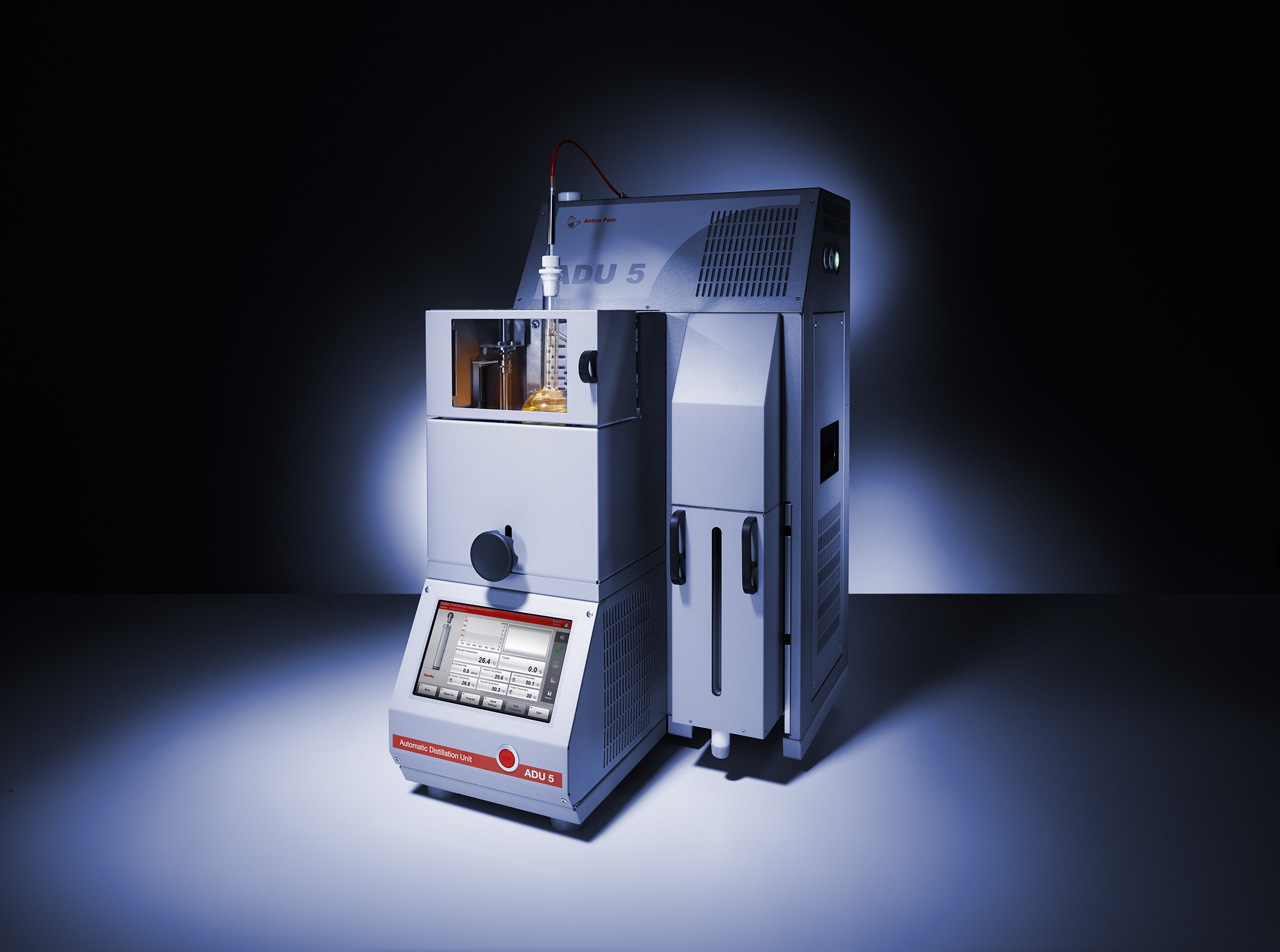
Beispiel einer automatischen Destilliereinheit für die Durchführung atmosphärischer Destillationsversuche, um den Siedeverlauf von petrochemischen Erzeugnissen, aromatischen Kohlenwasserstoffen und anderen flüchtigen organischen Flüssigkeiten zu charakterisieren.

Die Siedeanalyse nach EN ISO 3405 bzw. ASTM D86 bestimmt das Siedeverhalten kohlenwasserstoffhaltiger Vielstoffgemische.

## Durchführung
Bei der Siedeanalyse handelt es sich um eine einfache Gleichstromdestillation, bei der 100 ml der Probesubstanz in einer definierten Apparatur unter kontrollierter Erwärmung verdampft wird. Die aktuelle Siedetemperatur wird am Kopf der Apparatur erfasst (siehe Bild), die Dämpfe über einen Kühler abgekühlt, das aufgefangene Kondensatvolumen mit Hilfe eines Messzylinders bestimmt (im Bild nicht richtig dargestellt). Hierdurch entsteht eine Siedetemperatur/Kondensatvolumen-Relation, auch Siedekurve genannt.
Dieses einfache, wenn auch nicht sehr genaue Verfahren stellt eine der wichtigsten Methoden zur Charakterisierung diverser Mineralölprodukte und Komponenten dar. Aus der Methode resultieren eine Vielzahl von Einzelqualitäten, die alle aus der Siedekurve hervorgehen:

### Siedebeginn
Die Spitze des Thermometers wird mit Hilfe einer Photozelle überwacht. Sobald hier der erste Tropfen kondensiert, wird die Temperatur als Siedebeginn festgehalten (SB, engl.: Initial Boiling Point, IBP).
Es ist anzumerken, dass niedrigsiedenende Komponenten (Butan) nicht kondensieren, den Siedebeginn also nur geringfügig beeinflussen. Da solche Substanzen auch unkondensiert die Apparatur verlassen, tragen sie zu den sogenannten Verlusten (Losses) bei (s. u.).

### Kondensatvolumen
Das aufgefangene Kondensatvolumen bei einer bestimmten Temperatur stellt für viele Mineralölprodukte eine wichtige Qualität dar. Z. B. ist der E70 (s. u.) das Kondensatvolumen, welches bei 70 °C aufgefangen worden ist. Es ist z. B. für Motorenbenzin eine wichtige Qualitätsgröße (bzgl. der Kaltstarteigenschaften, aber auch bzgl. der Begrenzung der Dampfblasenbildung, siehe Vapour Lock Index).
Allgemein werden diese Kondensatvolumina durch die Bezeichnung Ex dargestellt, wobei das Kürzel E vom englischen Wort evaporated (verdampft) herrührt, x die entsprechende Temperatur (in °C) ist. Wichtige E-Kennzahlen sind beispielsweise:
- E70, E100, E150 (Motorenbenzin)
- E205 (Jet A1)
- E250, E350 (Dieselkraftstoff, Heizöl-EL)

### Siedetemperatur/Siedepunkt
(nicht zu verwechseln mit der Siedetemperatur von Reinstoffen)
Die Temperatur, bei der ein bestimmtes Kondensatvolumen aufgefangen worden ist, wird als Siedepunkt bezeichnet. Diese Temperatur wird durch die Bezeichnung Ty dargestellt, wobei y das Kondensatvolumen (in %) bei der entsprechenden Temperatur ist. Wichtige Siedepunkte sind u. a.:
- T5 (bei der Prozesssteuerung von Destillationsanlagen)
- T10, T50, T90 (für den Cetanindex)
- T95 (für Dieselkraftstoff, aber auch bei der Prozesssteuerung von Destillationsanlagen)

### Siedeende
Die Temperatur, an der keine weitere Verdampfung erfolgt, wird als Siedeende bezeichnet (SE, engl.: Final Boiling Point, FBP). Das SE ist z. B. bei Motorenbenzin und Jet A1 spezifiziert.

### Rückstand
Verbleiben noch einige Milliliter nach der Analyse im Destillationskolben zurück, so werden diese als Rückstand (engl. Residue) bezeichnet. Dies wird z. B. bei Jet A1 spezifiziert.

### Verluste
Meist ist das aufgefangene Kondensatvolumen kleiner als 100 ml, es sind somit einige Anteile nicht kondensiert beziehungsweise nicht verdampft (Rückstand) worden. Das Volumen 100 - [Residue] - [aufgefangenes Kondensatvolumen] wird als Verlust (engl.: Loss) bezeichnet. Losses sind z. B. bei Jet A1 spezifiziert.

## Bedeutung
Ein wichtiges Anwendungsgebiet für die Siedeanalyse ist die Steuerung von Prozessanlagen (Destillation).
Daneben spielt die Charakterisierung von Endprodukten eine wichtige Rolle. Eine gleichmäßige Siedekurve ohne Siedelücke ist für die meisten Kraftstoffe von großer qualitativer Bedeutung. Zu viele leichtsiedene Anteile können bei höherer Außentemperatur zu Verlusten (Emission von flüchtigen organischen Verbindungen) und Dampfblasen im Kraftstoff führen (siehe Flüchtigkeitskennziffer). Hochsiedende Komponenten können Motorschäden durch Kondensation im Zylinderraum herbeiführen (Verdünnung des Motoröls).

## Sonstiges
Diese Siedeverlaufsbestimmung wird häufig mit (weitaus komplizierteren) Methoden verwechselt (z. B. True Boiling Point Distillation, SimDest). Es sollte also immer die entsprechende (DIN- oder ASTM-)Methode mitangegeben werden.
Je nach Zusammensetzung des zu untersuchenden Gutes und Siedeendpunkten können neben den genannten Methoden auch andere Standard-Destillationsmethoden, etwa UOP1-87, eingesetzt werden.
Der Siedeverlauf von Kraftstoffen kann auch mit gaschromatografischen Methoden wie ASTM Method D3710-95 bestimmt werden.